# Saison 4 de Doctor Who, première série
Chronologie
Saison 3 Saison 5
Cet article présente les épisodes de la quatrième saison de la première série de la série télévisée Doctor Who. Elle est divisée en deux parties : la première fut diffusée entre le 10 septembre 1966 et le 29 octobre 1966, tandis que la seconde fut diffusée à la suite, à partir du 5 novembre 1966 et jusqu'au 1er juillet 1967. Cette séparation est due au changement d'interprète du Docteur : la première partie est composée des derniers épisodes de William Hartnell dans le rôle du Premier Docteur, et la seconde les premiers épisodes de Patrick Troughton dans le rôle de son successeur.

## Distribution
- William Hartnell : Premier Docteur (jusqu'à l'épisode 2)
- Patrick Troughton : Deuxième Docteur (à partir de l'épisode 3)
- Anneke Wills : Polly (jusqu'à l'épisode 8)
- Michael Craze : Ben Jackson (jusqu'à l'épisode 8)
- Frazer Hines : Jamie McCrimmon (à partir de l'épisode 4)
- Deborah Watling : Victoria Waterfield (à partir de l'épisode 9)

## Production
En 1966, le contrat de William Hartnell expirait, et l'équipe de production de Doctor Who a préféré ne pas le renouveler : il souffrait en effet d'athérosclérose, ce qui affectait sa capacité à apprendre ses lignes, et il avait des soucis d'entente avec ladite équipe. La BBC a donc préféré changer d'acteur principal. Ce changement était d'abord censé se faire dans l'épisode The Celestial Toymaker, le septième épisode de la saison 3, mais se fit finalement dans The Tenth Planet, le deuxième épisode de la saison 4. C'est l'acteur Patrick Troughton, connu entre autres pour son travail radiophonique, qui le remplaça. William Hartnell s'en réjouit, et déclara à Innes Lloyd, producteur, que Patrick Troughton était « le seul homme à pouvoir prendre [sa] relève ». Toutefois, l'acteur n'avait pas prévu de quitter la série : la BBC annonça son départ de la série comme émanant d'un accord mutuel, mais Hartnell révéla plus tard qu'il n'était pas consentant. On retrouve ces éléments dans le film-documentaire An Adventure in Space and Time, diffusé en 2013 pour le cinquantième anniversaire de la série, dans lequel William Hartnell est joué par David Bradley, qui jouera lui-même le Premier Docteur dans l'épisode de Noël 2017.
Anneke Wills et Michael Craze, qui jouaient Polly et Ben depuis un an, quittèrent la série à la fin de l'avant-dernier épisode de cette saison, The Faceless Ones : le personnage de Michael Craze était dans l'ombre de celui joué par Frazer Hines depuis The Highlanders, et la relation du Docteur au second homme était plus intéressante et spontanée : la BBC ne renouvela donc pas le contrat de Craze, mais proposa à Anneke Wills de rester, ce que cette dernière refusa.

## Liste des épisodes
| N°  | Part. | Titre original                       | Scénario                  | Réalisation        | Première diffusion au Royaume-Uni                                                                   | Code | Audience (en millions)      |
| --- | ----- | ------------------------------------ | ------------------------- | ------------------ | --------------------------------------------------------------------------------------------------- | ---- | --------------------------- |
| 028 | 1     | The Smugglers (4 épisodes)           | Brian Hayles              | Julia Smith        | 10 septembre 1966 17 septembre 1966 24 septembre 1966 1er octobre 1966                              | CC   | 4,3 4,9 4,2 4,5             |
| 029 | 2     | The Tenth Planet (4 épisodes)        | Kit Pedler Gerry Davis    | Derek Martinus     | 8 octobre 1966 15 octobre 1966 22 octobre 1966 29 octobre 1966                                      | DD   | 5,5 6,4 7,6 7,5             |
| 030 | 3     | The Power of the Daleks (6 épisodes) | David Whitaker            | Christopher Barry  | 5 novembre 1966 12 novembre 1966 19 novembre 1966 26 novembre 1966 3 décembre 1966 10 décembre 1966 | EE   | 7,9 7,8 7,5 7,8 8 7,8       |
| 031 | 4     | The Highlanders (4 épisodes)         | Elwyn Jones Gerry Davis   | Hugh David         | 17 décembre 1966 24 décembre 1966 31 décembre 1966 7 janvier 1967                                   | FF   | 6,7 6,8 7,4 7,3             |
| 032 | 5     | The Underwater Menace (4 épisodes)   | Geoffrey Orme             | Julia Smith        | 14 janvier 1967 21 janvier 1967 28 janvier 1967 4 février 1967                                      | GG   | 8,3 7,5 7,1 7               |
| 033 | 6     | The Moonbase (4 épisodes)            | Kit Pedler                | Morris Barry       | 11 février 1967 18 février 1967 25 février 1967 4 mars 1967                                         | HH   | 8,1 8,9 8,2 8,1             |
| 034 | 7     | The Macra Terror (4 épisodes)        | Ian Stuart Black          | John Howard Davies | 11 mars 1967 18 mars 1967 25 mars 1967 1er avril 1967                                               | JJ   | 8 7,9 8,5 8,4               |
| 035 | 8     | The Faceless Ones (6 épisodes)       | David Ellis Malcolm Hulke | Gerry Mill         | 8 avril 1967 15 avril 1967 22 avril 1967 29 avril 1967 6 mai 1967 13 mai 1967                       | KK   | 8 6,4 7,9 6,9 7,1 8         |
| 036 | 9     | The Evil of the Daleks (7 épisodes)  | David Whitaker            | Derek Martinus     | 20 mai 1967 27 mai 1967 3 juin 1967 10 juin 1967 17 juin 1967 24 juin 1967 1er juillet 1967         | LL   | 8,1 7,5 6,1 5,3 5,1 6,8 6,1 |